# Khaibar Amani
Khaibar Amani (in persiano خیبر امانی‎; Kabul, 6 febbraio 1987) è un calciatore afghano, attaccante svincolato.

## Carriera

### Club
Dopo aver militato nelle giovanili del Magonza, nel 2006 è stato inserito nella seconda squadra. Nel 2010 si è trasferito allo SV Jügesheim, club in cui ha militato per quattro stagioni. Nella stagione 2014-2015 ha militato nel Rot-Weiss Hadamar, club con cui ha siglato 16 reti in 31 presenze. Nel 2015 è stato acquistato dall'Hessen Dreieich. Nel 2018 è passato all'Hanau. Nel 2019 si è trasferito allo SG Bad Soden. Nel 2020 è stato acquistato dallo SV Zeilsheim.

### Nazionale
Ha debuttato in Nazionale il 3 settembre 2015, nell'amichevole Thailandia-Afghanistan (2-0). Ha messo a segno la sua prima rete con la maglia della Nazionale il 12 novembre 2015, in Afghanistan-Cambogia (3-0), siglando la rete del definitivo 3-0 al minuto 94. Ha partecipato, con la Nazionale, alla SAFF Cup 2015.

## Statistiche

### Cronologia presenze e reti in nazionale
Statistiche aggiornate all'8 agosto 2021.
| Cronologia completa delle presenze e delle reti in nazionale ― Afghanistan | Cronologia completa delle presenze e delle reti in nazionale ― Afghanistan | Cronologia completa delle presenze e delle reti in nazionale ― Afghanistan | Cronologia completa delle presenze e delle reti in nazionale ― Afghanistan | Cronologia completa delle presenze e delle reti in nazionale ― Afghanistan | Cronologia completa delle presenze e delle reti in nazionale ― Afghanistan | Cronologia completa delle presenze e delle reti in nazionale ― Afghanistan | Cronologia completa delle presenze e delle reti in nazionale ― Afghanistan |
| Data                                                                       | Città                                                                      | In casa                                                                    | Risultato                                                                  | Ospiti                                                                     | Competizione                                                               | Reti                                                                       | Note                                                                       |
| -------------------------------------------------------------------------- | -------------------------------------------------------------------------- | -------------------------------------------------------------------------- | -------------------------------------------------------------------------- | -------------------------------------------------------------------------- | -------------------------------------------------------------------------- | -------------------------------------------------------------------------- | -------------------------------------------------------------------------- |
| 03-09-2015                                                                 | Bangkok                                                                    | Thailandia                                                                 | 2 – 0                                                                      | Afghanistan                                                                | Amichevole                                                                 | -                                                                          |                                                                            |
| 08-09-2015                                                                 | Teheran                                                                    | Afghanistan                                                                | 0 – 6                                                                      | Giappone                                                                   | Qual. Mondiali 2018                                                        | -                                                                          | 68’                                                                        |
| 08-10-2015                                                                 | Kallang                                                                    | Singapore                                                                  | 1 – 0                                                                      | Afghanistan                                                                | Qual. Mondiali 2018                                                        | -                                                                          | 71’                                                                        |
| 13-10-2015                                                                 | Mascate                                                                    | Siria                                                                      | 5 – 2                                                                      | Afghanistan                                                                | Qual. Mondiali 2018                                                        | -                                                                          | 73’                                                                        |
| 12-11-2015                                                                 | Teheran                                                                    | Afghanistan                                                                | 3 – 0                                                                      | Cambogia                                                                   | Qual. Mondiali 2018                                                        | 1                                                                          | 81’ 94’                                                                    |
| 24-12-2015                                                                 | Thiruvananthapuram                                                         | Afghanistan                                                                | 4 – 0                                                                      | Bangladesh                                                                 | SAFF Cup 2015 - Gironi                                                     | 1                                                                          | 67’ 69’                                                                    |
| 26-12-2015                                                                 | Thiruvananthapuram                                                         | Bhutan                                                                     | 0 – 3                                                                      | Afghanistan                                                                | SAFF Cup 2015 - Gironi                                                     | 2                                                                          | 14’ 51’                                                                    |
| 28-12-2015                                                                 | Thiruvananthapuram                                                         | Afghanistan                                                                | 4 – 1                                                                      | Maldive                                                                    | SAFF Cup 2015 - Gironi                                                     | -                                                                          | 63’                                                                        |
| 31-12-2015                                                                 | Thiruvananthapuram                                                         | Afghanistan                                                                | 5 – 0                                                                      | Sri Lanka                                                                  | SAFF Cup 2015 - Semifinali                                                 | 1                                                                          | 28’ 56’ 60’                                                                |
| 03-01-2016                                                                 | Thiruvananthapuram                                                         | India                                                                      | 2 – 1 dts                                                                  | Afghanistan                                                                | SAFF Cup 2015 - Finale                                                     | -                                                                          | 91’                                                                        |
| 29-03-2016                                                                 | Teheran                                                                    | Afghanistan                                                                | 2 – 1                                                                      | Singapore                                                                  | Qual. Mondiali 2018                                                        | 1                                                                          | 39’ 60’                                                                    |
| 05-09-2016                                                                 | Tripoli                                                                    | Libano                                                                     | 2 – 0                                                                      | Afghanistan                                                                | Amichevole                                                                 | -                                                                          | 71’                                                                        |
| 23-03-2017                                                                 | Al Wakrah                                                                  | Afghanistan                                                                | 2 – 1                                                                      | Singapore                                                                  | Amichevole                                                                 | -                                                                          | 58’                                                                        |
| 28-03-2017                                                                 | Dushanbe                                                                   | Afghanistan                                                                | 1 – 1                                                                      | Vietnam                                                                    | Qual. Coppa d'Asia 2019                                                    | -                                                                          | 89’                                                                        |
| 13-06-2017                                                                 | Phnom Penh                                                                 | Cambogia                                                                   | 1 – 0                                                                      | Afghanistan                                                                | Qual. Coppa d'Asia 2019                                                    | -                                                                          | 63’                                                                        |
| 05-09-2017                                                                 | Amman                                                                      | Giordania                                                                  | 4 – 1                                                                      | Afghanistan                                                                | Qual. Coppa d'Asia 2019                                                    | -                                                                          | 73’                                                                        |
| 10-10-2017                                                                 | Dushanbe                                                                   | Afghanistan                                                                | 3 – 3                                                                      | Giordania                                                                  | Qual. Coppa d'Asia 2019                                                    | 1                                                                          | 47’ 81’                                                                    |
| 14-11-2017                                                                 | Hanoi                                                                      | Vietnam                                                                    | 0 – 0                                                                      | Afghanistan                                                                | Qual. Coppa d'Asia 2019                                                    | -                                                                          | 70’                                                                        |
| 27-03-2018                                                                 | Dushanbe                                                                   | Afghanistan                                                                | 2 – 1                                                                      | Cambogia                                                                   | Qual. Coppa d'Asia 2019                                                    | -                                                                          | 76’                                                                        |
| 19-08-2018                                                                 | Kabul                                                                      | Afghanistan                                                                | 0 – 0                                                                      | Palestina                                                                  | Amichevole                                                                 | -                                                                          | 67’                                                                        |
| 19-11-2019                                                                 | Dushanbe                                                                   | Afghanistan                                                                | 0 – 1                                                                      | Qatar                                                                      | Qual. Mondiali 2022                                                        | -                                                                          | 81’                                                                        |
| Totale                                                                     |                                                                            | Presenze                                                                   | 21                                                                         |                                                                            | Reti                                                                       | 7                                                                          |                                                                            |